# Wahlenbergia roxburghii
Wahlenbergia roxburghii ist eine ausgestorbene Pflanzenart aus der Gattung der Moorglöckchen (Wahlenbergia) innerhalb der Familie der Glockenblumengewächse. Sie war endemisch auf St. Helena. Der Artname ehrt den schottischen Botaniker William Roxburgh. Die Art wurde 1830 von Alphonse Pyrame de Candolle beschrieben. Eine 1839 ebenfalls von de Candolle als Wahlenbergia burchellii beschriebene eigenständige Form wurde 2012 mit Wahlenbergia roxburghii synonymisiert.

## Merkmale
Wahlenbergia roxburghii war ein Strauch, der eine Wuchshöhe von 50 bis 90 Zentimetern erreichte. Der pachycaule Stamm war wenig verzweigt. Die jungen Äste waren fein behaart. Die halbsitzenden fein behaarten Blätter waren 8 bis 14 Zentimeter lang und 2 bis 3,5 Zentimeter breit. Die Blattspreite war keilförmig-lanzettlich oder länglich-lanzettlich. Der Blattrand war gekerbt bis fein gesägt. Der Blütenstand war eine schmale endständige fein behaarte Rispe. Die aufrechte Blütenstandsachse war behaart und hatte lanzettliche, spitze Tragblätter, die 14 mm lang und 2 mm breit waren. Die weißen Blüten hatten einen Durchmesser von 10 bis 12 mm. Der Blütenkelch war kahl. Die eiförmig-lanzettlichen, etwas spitzen, ganzrandigen Kelchzipfel waren 4 bis 4,5 mm lang und 1 bis 1,5 mm breit. Die weiße Blütenkrone war tief fünflappig. Die längliche Blütenröhre und die Kronzipfel waren ungefähr 5 mm lang. Der längliche Fruchtknoten war zweikammerig. Die Kapselfrucht war länglich-verkehrt-kegelförmig.

## Vorkommen
Wahlenbergia roxburghii kam im Zentralgebirge von St. Helena vor. Dokumentierte Fundorte sind die Dickichtwälder am Südhang des Diana’s Peak, die dichten Wälder am Halley's Mount und die Sandy-Bay-Gebirgskette in der Nähe von Taylor's Flat.

## Aussterben
Wahlenbergia roxburghii wurde zuletzt 1872 durch John Charles Melliss nachgewiesen, die als Wahlenbergia burchellii beschriebene Form zuletzt im Jahr 1877. Mögliche Ursachen für ihr Aussterben waren die Vegetationszerstörung durch Ziegen sowie die Verdrängung durch den Neuseeländer Flachs (Phormium tenax).